# 羊马站
羊马站，是成雅铁路（成蒲铁路）上的高铁站，于2018年12月28日启用，由中国铁路成都局集团有限公司管辖。

## 歷史
- 2018年12月28日启用。